# Roger Linn

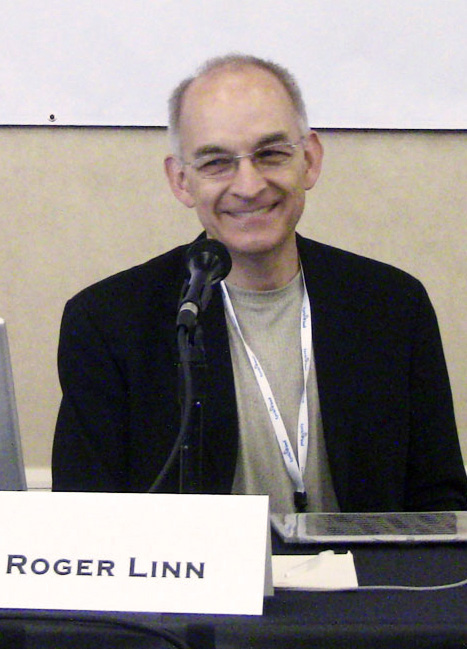
Linn während MusicTech (2010)

Roger Linn (* 24. August 1955 in Whittier, Kalifornien) ist ein US-amerikanischer Entwickler elektronischer Musikinstrumente. Mehrere seiner Geräte erlangten Kultstatus, etwa der Drumcomputer Linn LM-1 oder der Drumsampler Akai MPC 60. Außerdem trat er als Gitarrist und Musikproduzent in Erscheinung.

## Wirken
Roger Linn begann seine Karriere in den 1970er Jahren mit dem Customizing von E-Gitarren und Gitarren-Effektgeräten. 1979 gründete er die Firma Linn Electronics mit Sitz in Tarzana, Los Angeles County, Kalifornien. Bereits seine erste Entwicklung, der Drumcomputer Linn LM-1, war ein schlagartiger Erfolg. Das Gerät war programmierbar und die Schlagzeug-Sounds basierten, im Gegensatz zur Konkurrenz der damaligen Zeit, auf realistisch klingenden Samples. Diese wurden vom Schlagzeuger James Gadson eingespielt. 
1982 folgte mit der LinnDrum der kostengünstigere Nachfolger der LM-1. 1984 kam der ambitionierte Drumcomputer und Sequenzer Linn 9000 auf den Markt. Das Gerät erwies sich aber als zu ambitioniert und fehlerbeladen: Linn Electronics ging 1986 nach Entwicklung des LinnDrum MIDI Studio insolvent.
Roger Linn wechselte zum japanischen Unternehmen Akai. Dort entwickelte er das Konzept der Linn 9000 und des LinnDrum MIDI Studio konsequent weiter. Resultat waren die Music-Production-Center-Modelle Akai MPC 60 bis Akai MPC 3000. Die meisten Linn-Produkte nutzten die damals neue Technologie MIDI für Synchronität und Verbindung zu elektronischen Musikinstrumenten wie Keyboards und einige damalige Computer.
Im Jahr 2008 entwickelt Roger Linn eine Drummaschine dort noch als LINNDRUM II angekündigt (zuvor BOOMCHIK im Jahr 2007) zusammen mit Dave Smith. Dave Smith selbst hatte seine Ankündigung 2008 als viel zu voreilig eingestuft und kommt zur Winter-NAMM 2011 mit dem fertigen Produkt unter dem Namen TEMPEST.
2015 reichte Linn einen Vorschlag beim Branchenverband MIDI Manufacturer’s Association für MPE (Midi Polyphonic Expression) ein. MPE wurde entwickelt, um Musikern größere Ausdrucksmöglichkeiten zu geben, als sie herkömmliche Tastaturen und der MIDI-Standard ermöglichen. Auch Apple und Moog schlossen sich dem Vorschlag an, welcher 2018 als MIDI-Standard-Erweiterung angenommen wurde.

## Produkte

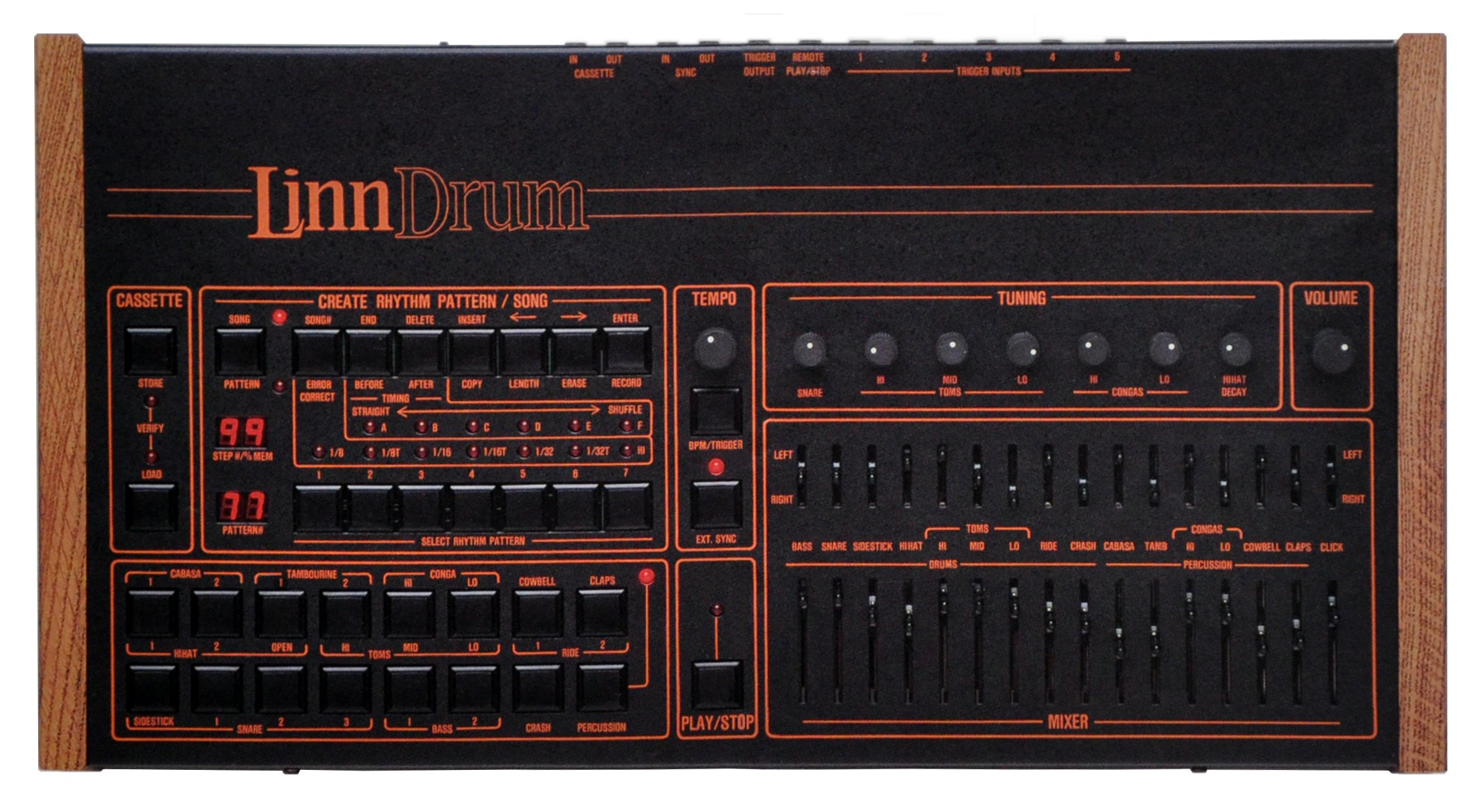
LinnDrum

Beispiele:
- Linn LM-1
- LinnDrum
- AdrenaLinn – Gitarren-Effektpedal
- LINNDRUM II

## Musikalische Karriere
Roger Linn hatte auch als Songwriter Erfolg, mit Hits für Eric Clapton („Promises“, 1979) und Mary Chapin Carpenter („Quittin' Time“, 1991), und tourte als Gitarrist mit dem Pianisten und Songwriter Leon Russell in den 1970ern.